# 長谷川初範
长谷川初範（長谷川 初範，罗马字：Hasegawa Hatsunori，1955年6月21日—）日本演员，北海道纹別市出身。原名為长谷川初诏（長谷川 初詔）。
曾在北海道紋別北高等学校、横濱映画放送専門学院（現為日本映画大学）演劇科畢業。现为事务所K Dash所属。

## 來歷
长谷川出生於北海道纹別市，從幼兒園開始就一個人去電影院看日本和西方電影。自8歲開始劍道，從小學四年級開始作為北海道代表積極參加全國比賽。
高中時，作為扶輪社交換生在美國俄勒岡州紐波特高中留學一年。此後他一直以摔跤手的身份活躍，並在藝術領域獲得了紐波特海岸藝術節創意陶藝類的第二名。回國後，畢業於北海道紋別北高中。在準備進入南加州大學就讀時，因父母離婚和家庭破產，放棄去美國的打算。
1975年，长谷川就讀以電影導演今村昌平為首的横濱映画放送専門学院（現為日本映画大学）戲劇系學習。上學期間，被朝日電視台的綜藝節目《三五郎！田五郎！大笑！》的製片人發掘。並以「長谷川 憬（はせがわ けい）」的名義在節目中出演話劇《覺醒的秋天》，後在演出家藤田傳的賞識下，作為藤田弓子的同伴參與了今村昌平的製作舞台劇『ええじゃないか』，他飾演的源氏是一個充滿活力的角色，因此而受到很多關注。並獲得了今村賞，以二年級學生的身份從横濱映画放送専門学院畢業。
1978年，他在富士電視台電視劇《飢餓海峡》中飾演偵探正式出道。1979 年，他以飾演卡車司機的身份定期出現在基於TBS的周三劇院《熱愛一家・LOVE》中。
1980年，首次出演圓谷製作的特攝電視劇《超人力霸王80》（TBS），並擔任劇中的主角矢的猛/超人力霸王80。之後，長谷川還客串了2007年播出的《超人力霸王梅比斯》，將該部作品的世界觀與《80》的昭和超人力霸王系列連接起來，儘管檔期早已排滿。但當圓谷製作提出要約時，長谷川對圓谷製作人涩谷浩康希望「以校友會邀請矢的猛先生」的熱信印象深刻，因而同意客演。
1981年，被橋本忍編劇指定，在東寶50週年紀念電影《幻の湖》於電影界出道[3]。然而，這部電影將是一部艱難的處女作，上映時間將在一周內結束。之後长谷川主要活躍在電視和電影中，在1980年代後半期，长谷川因嚴重的哮喘病而病倒，因而投入了兩年的治療。因此，在這段時間裡，他限制了自己的演藝事業，參加了狹山悟開設的「老虎健身房」 ，試圖通過強身健體來克服哮喘。
1989年，藝名改為「長谷川肖邦」，後來又恢復為「长谷川初范」。
1990年，主演TBS高清作品《陰影礼賛》。當年在國際高清晰度電影節上獲得大獎。同年在V電影《靜香堂》中飾演鳴人龍司一角，並在隨後的10年出演七部電影。
1991年，出演《101次求婚》。在破紀錄的富士電視台9月劇中，他出演了淺野敦子已故的未婚夫，以及武田哲也的情敵等雙重角色，成為眾人矚目的焦點[3]。此後，除了電視劇之外，他還活躍於電影、文藝演出、電視綜藝等各個領域。
2006年，僅在2005年國際博覽會上映的主演作品《missing-pages》（CHAGE出品，傑羅姆·奧利維導演）在各地舉辦的電影節短片單元中備受關注，並在14個電影節上獲得電影獎等獎項。同時也在英國和加拿大等地獲獎。
2019年，參與北海道5家商業廣播公司和NHK札幌廣播站聯合宣傳的「一個北海道企劃」的宣傳歌曲。

## 主演

### 電視劇
- 超人力霸王系列
  - 超人力霸王80（1980年 - 1981年、TBS） - 矢的猛
  - 超人力霸王梅比斯 第41話、第50話（2007年、CBC） - 矢的猛

### 電影
- 超人力霸王系列
  - 超人力霸王傑洛 THE MOVIE 超決戰！貝利亞銀河帝國（2010年、松竹） - 超人力霸王80（聲）

## 相关链接
- 今村昌平（电影导演。横滨广播电影专业学院学院院长恩师。）
- 萩原佐代子（共同出演《超人力霸王80》的女演員，並在劇中飾演尤利安。)
- 浦山桐郎（电影导演。デビュー作『飢餓海峡』監督で恩師。）
- 藤田傳（舞台演出家。主演舞台『ええじゃないか!』で俳優として抜擢される。）
- 橋本忍（脚本家、映画監督。『幻の湖』の一年間に及ぶ撮影を過ごす。）
- 細野辰興（电影导演。『燃ゆるとき』日本映画学校の同期生。）
- 杰羅姆·奧利維爾（Jerome Olivier，映像作家。『Missing-pages』監督　現在　ハリウッド在住）
- 錦織良成（电影导演。「白い船」「ミラクルバナナ」「うん・何?」三作に出演）
- 仓田保昭（动作演员。『静かなるドン』以降、強い交友を持つ）
- 美輪明宏　舞台「双頭の鷲」の伯爵役に抜擢される。